# 2022年顿涅茨克轰炸
2022年顿涅茨克轰炸是俄羅斯全面入侵烏克蘭期间发生在乌克兰顿涅茨克市區的导弹袭击。頓涅茨克人民共和國方面认为是乌克兰军队发动的袭击。袭击从当地时间2022年3月14日11点31分开始，袭击的目标为顿涅茨克中心的大學大街和阿爾喬姆大街，此次发射的导弹被顿涅茨克武装力量的防空系统拦截并击落。顿涅茨克当局官员初步表示，此次袭击导致了20人死亡，9人受伤。后续伤亡信息则更新至23人死亡，28人受伤。

## 襲擊
乌克兰方面指责俄罗斯发起了袭击，并暗示是假旗行动来掩盖由俄罗斯军队发动对哈爾科夫、伊爾平和尼古拉耶夫袭击导致的死亡人数，并根据冲击波的模式、缺少导弹的碎片的情况聲称爆炸产生冲击波来自静止的物体，例如汽车炸弹袭击。顿涅茨克人民共和国方面则指袭击是乌克兰军队所使用的圓點-U导弹导致的。导弹雖然被顿涅茨克武装力量的防空系统击落，但其内装的集束弹药没有及时地分开，導致大量傷亡。俄罗斯方面引述顿涅茨克人民共和国国防部副部长爱德华·巴苏林的申明，声称乌克兰总统泽连斯基解雇乌克兰军队在顿巴斯军事行动指挥官亞歷山大·帕夫柳克，原因是后者擅自向顿涅茨克市中心发射一枚圓點-U导弹。乌克兰军方发言人Leonid Matyukhin认为导弹来自于俄罗斯而非乌克兰军队。

## 图集

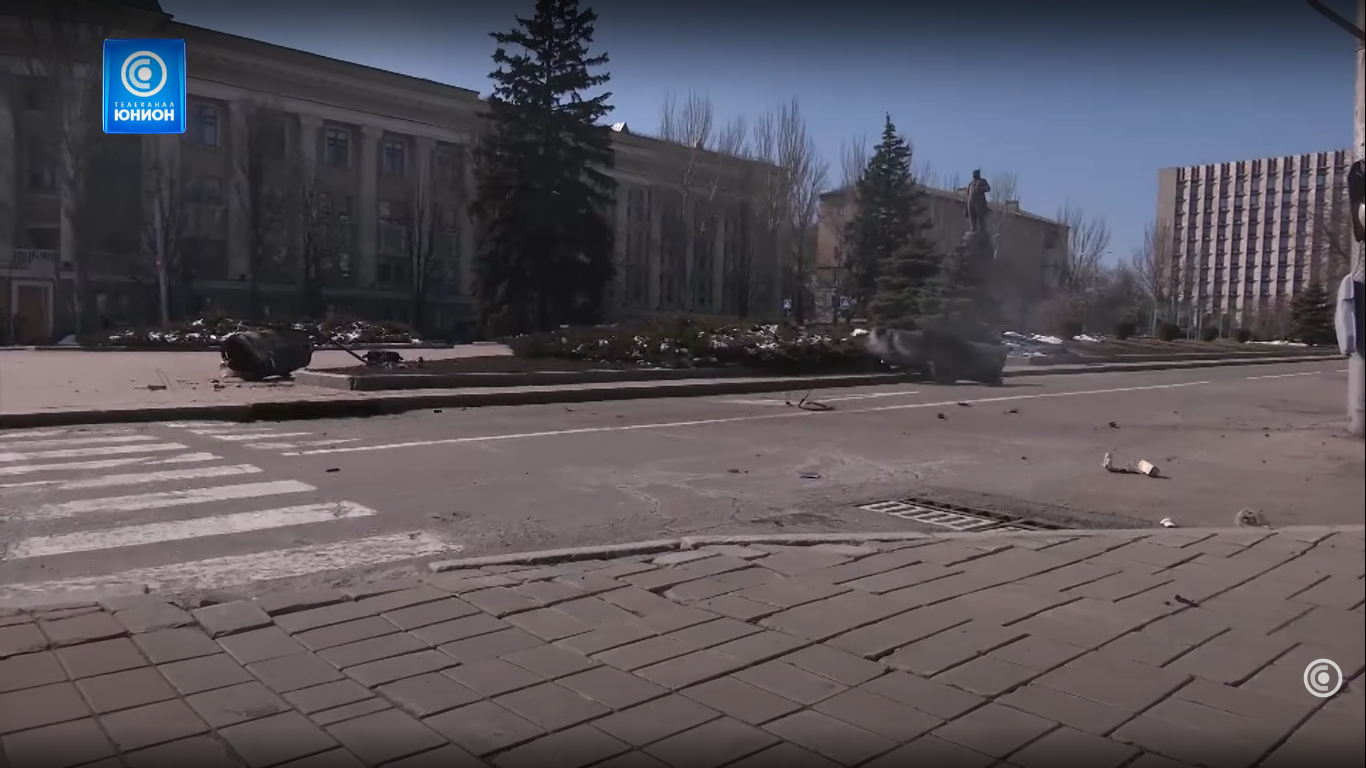
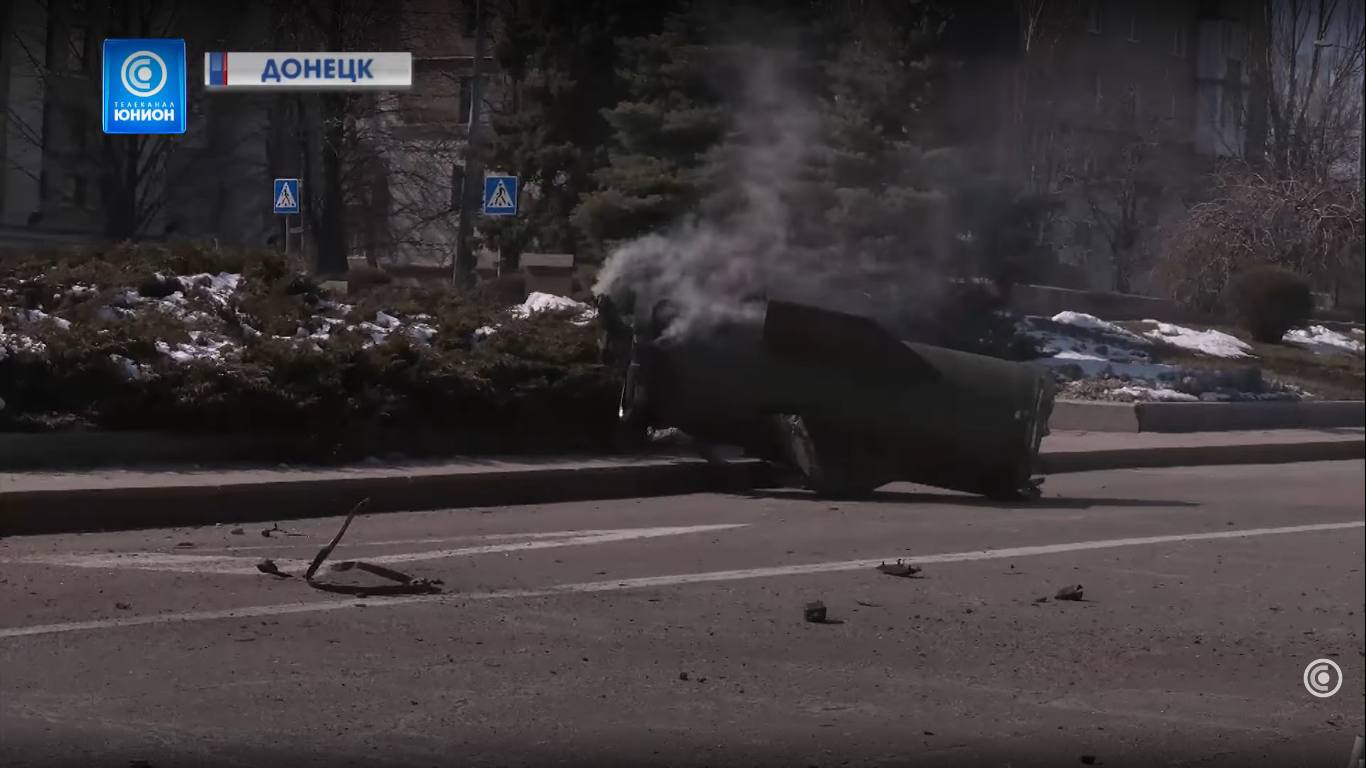
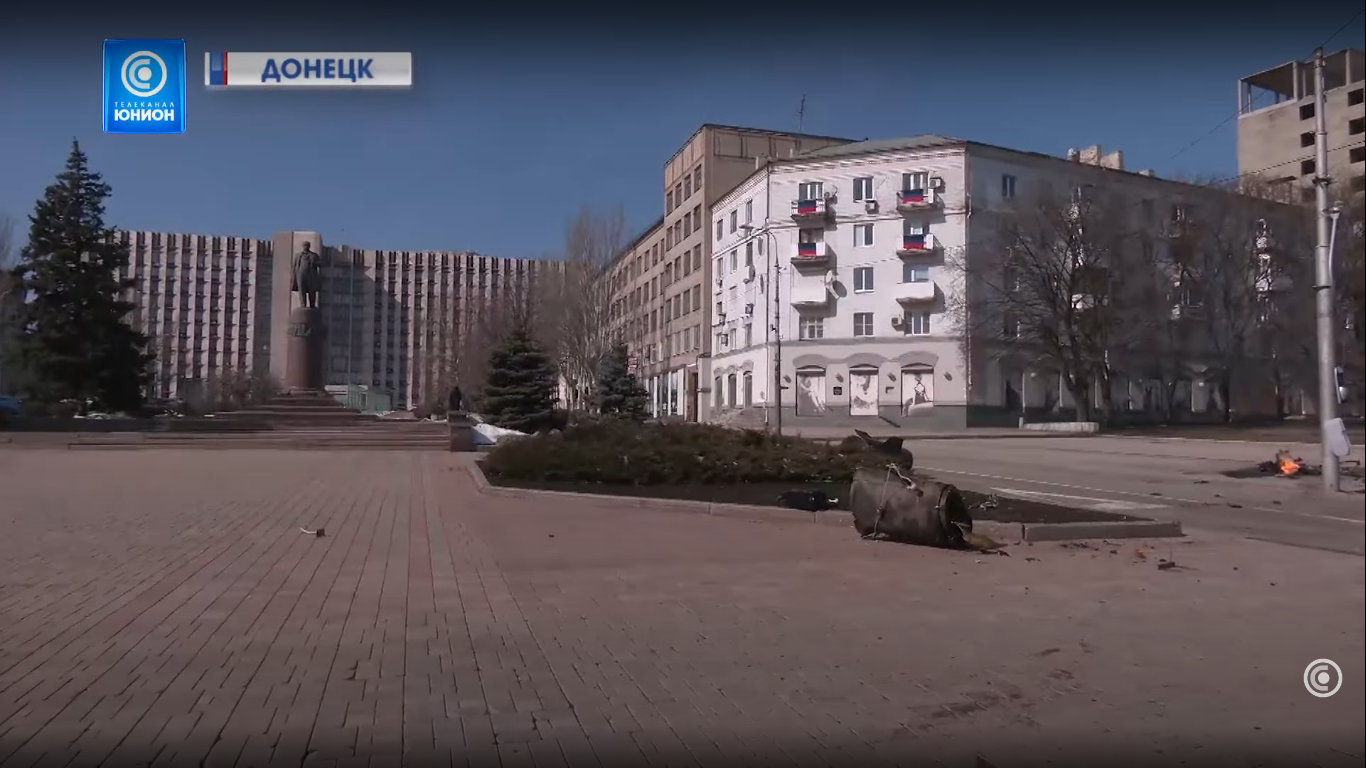
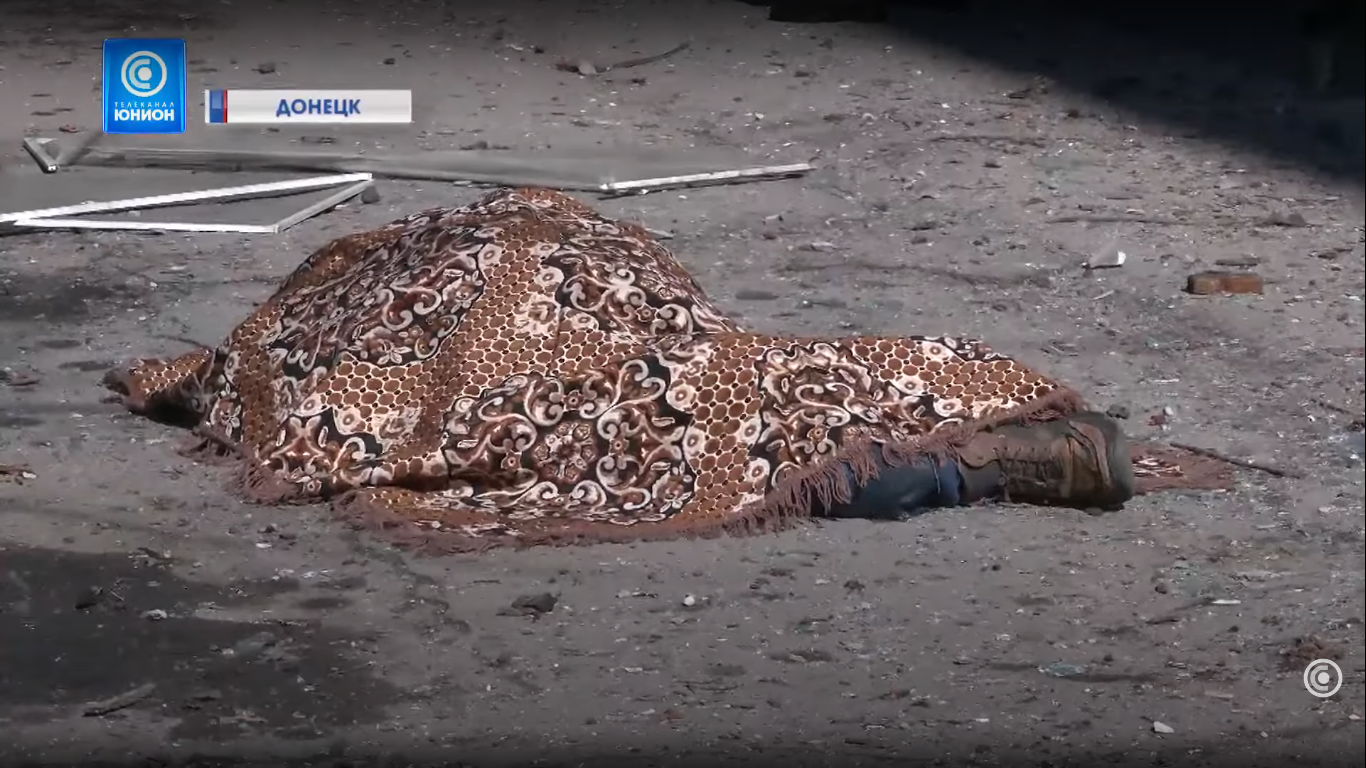
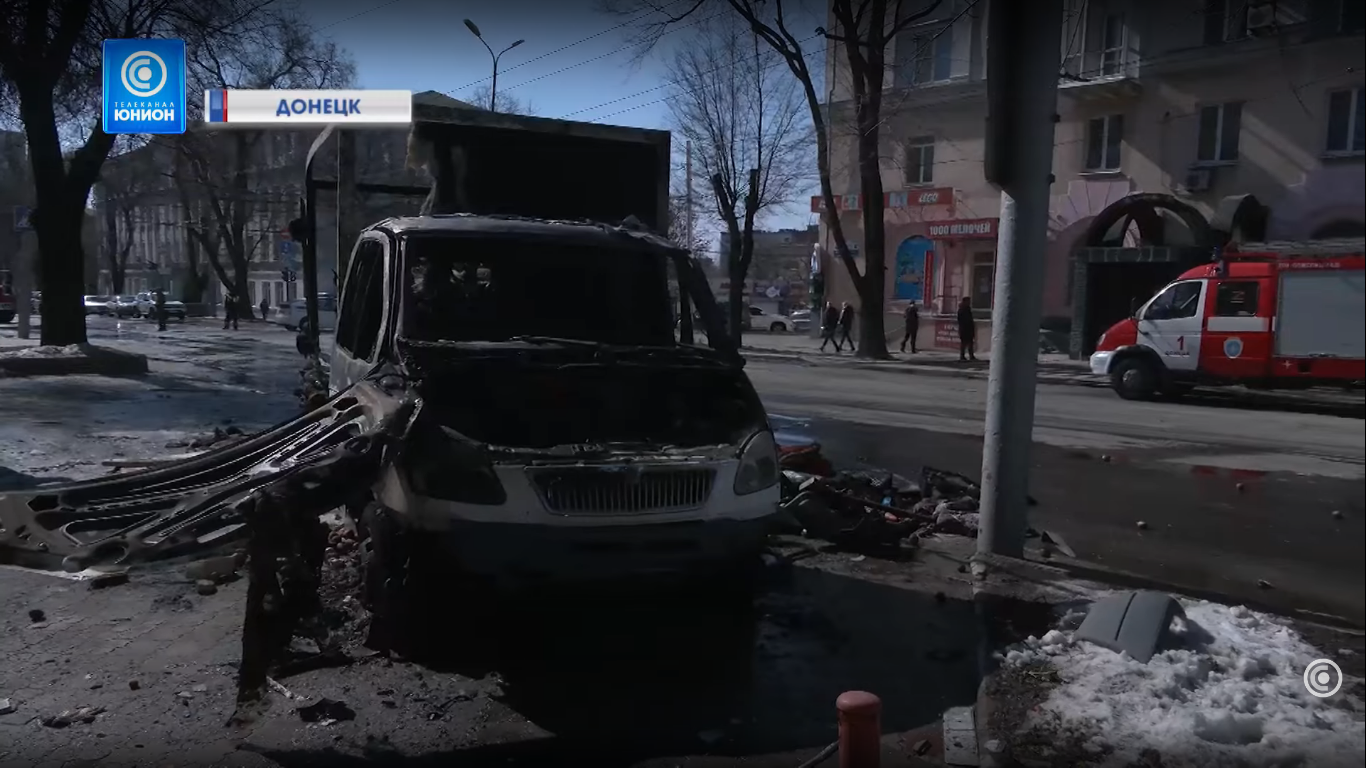
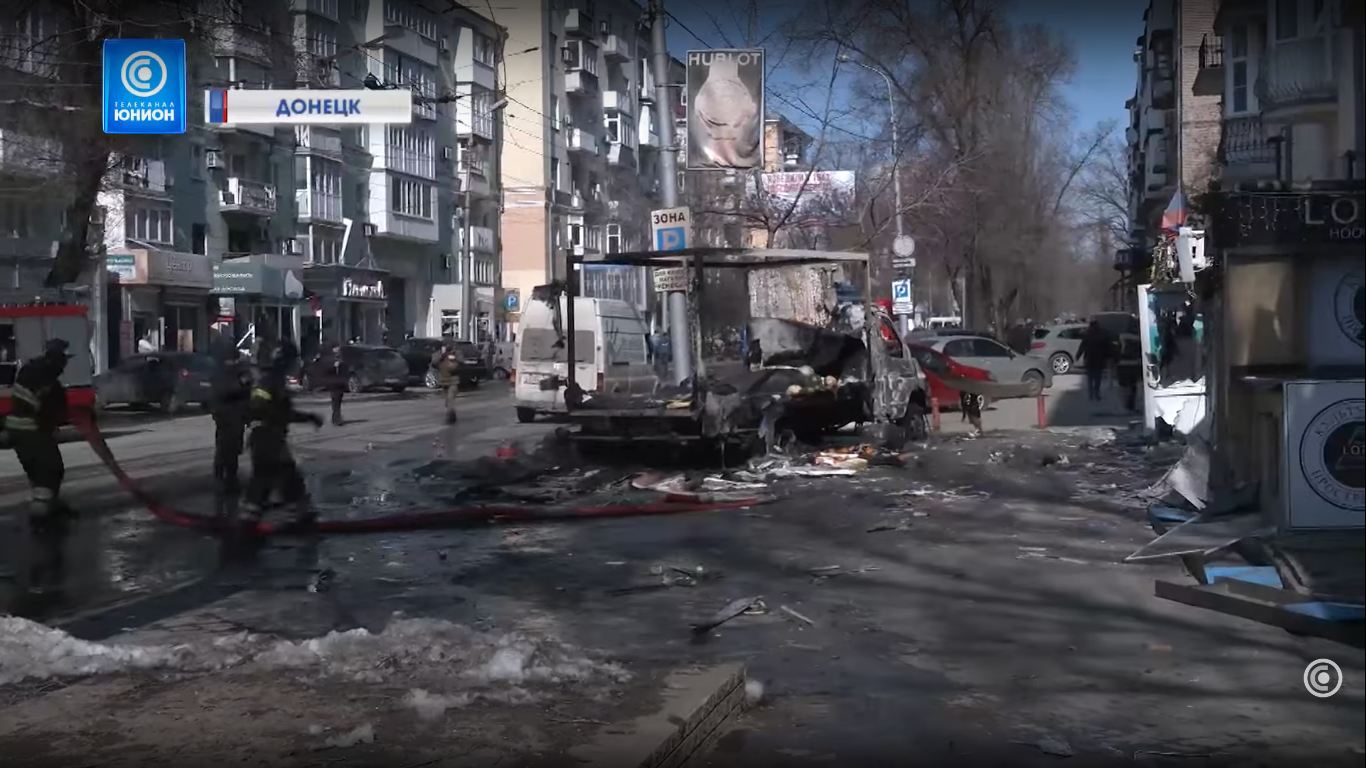
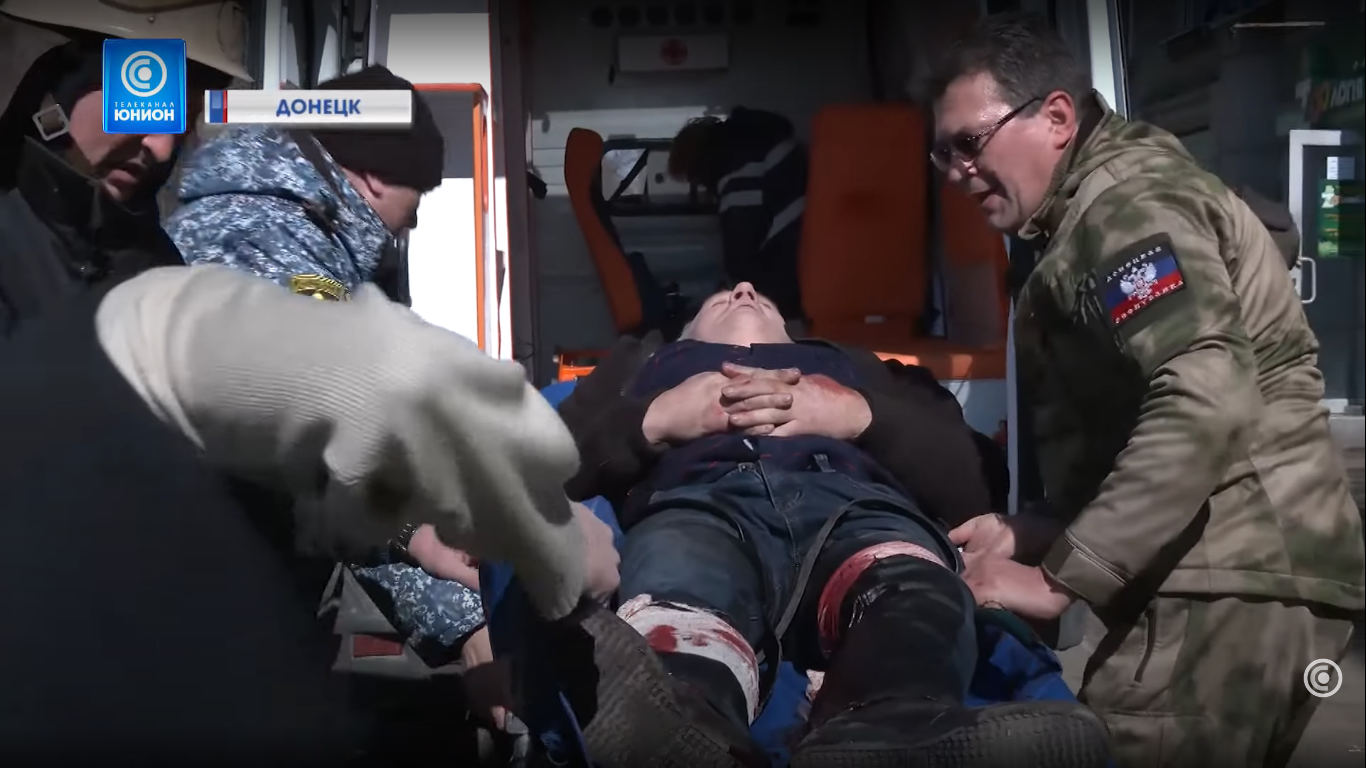

## 反应
顿涅茨克人民共和国 ：针对非军事设施的袭击是乌克兰当局犯下的战争罪行。
 俄羅斯 ：俄罗斯常驻联合国代表团表示，乌克兰军队实施的袭击不仅是严重违反国际人道主义法，而且等同于恐怖主义行为和针对平民的战争罪。
 联合国 ：联合国秘书长安东尼奥·古特雷斯对发生在顿涅茨克的针对平民的袭击表示遗憾。联合国乌克兰人权监测团表示，正在调查据称由乌克兰武装力量发动的对宣布独立的顿涅茨克人州和卢甘斯克人州进行的无差别轰炸。